# UFC 319
UFC 319: Du Plessis vs. Chimaev — турнир по смешанным единоборствам, организованный Ultimate Fighting Championship, который был проведён 16 августа 2025 года и на спортивной арене «United Center» в городе Чикаго, штат Иллинойс, США.

## Подготовка турнира
Турнир станет восьмым визитом организации в Чикаго после того, как в последний раз здесь был проведён турнир UFC 238 в июне 2019 года.

### Главные события турнира
В качестве главного события турнира запланирован бой за титул чемпиона UFC в среднем весе, в котором встретятся действующий чемпион (также бывшим чемпионом KSW в полусреднем весе) южноафриканец Дрикус дю Плесси и непобеждённый претендент, представляющий ОАЭ, шведско-российский боец Хамзат Чимаев (#3 в рейтинге). Для Дю Плесси этот поединок станет третьей защитой титула после того, как в январе 2024 года он стал чемпионом, победив Шона Стрикленда раздельным решением судей на турнире UFC 297.
Ожидалось, что Нассурдин Имавов выступит в качестве дублёра и потенциальной замены в этом бою, но месяц спустя он объявил, что этого не произойдёт, поскольку он готовится к бою с Каю Борралью. В свою очередь Борралью объявил, что станет новым дублером главного события.
| Заглавное событие — Средний вес — Бой за титул чемпиона | Заглавное событие — Средний вес — Бой за титул чемпиона | Заглавное событие — Средний вес — Бой за титул чемпиона |
| --- | --- | ------------------------------------------------------- |
| Дрикус Дю Плесси | | Хамзат Чимаев                                           |
| DRICUS DU PLESSIS «Stillknocks» (Стиллнокс) 31 год (14.01.1994) Рост 185 см, размах рук 193 см, вес 83,9 кг Гражданство: Происхождение: (Африканеры) Место рождения: Велком, Фри-Стейт, ЮАР Представляет: Претория, Гаутенг, ЮАР «Team CIT MMA» Дебют в UFC — 10.10.2020 (с рекордом 14-2) Бонусы «Fight of the Night» (2) / «Perfomance of the Night» (2) Действующий чемпион UFC в среднем весе (01.2024-н.в., защиты 2/2) Чемпион KSW в полусреднем весе (2018, защиты 0/1) Чемпион Extreme FC в среднем весе (2017, защиты 1/1) Чемпион Extereme FC в полусреднем весе (2016) | ХАМЗАТ ХИЗАРОВИЧ ЧИМАЕВ «Borz» (Борз / чеч. Волк) 31 год (01.05.1994) Рост 188 см, размах рук 191 см, вес 84,4 кг Гражданство: / Происхождение: ( Чеченцы) Место рождения: Гвардейское, Чечня, Россия Представляет: Абу-Даби, ОАЭ «Fight Club Akhmat» Дебют в UFC - 15.07.2020 (с рекордом 6-0) Бонусы «Fight of the Night» (1) / «Perfomance of the Night» (5) Претендент на титул чемпиона UFC в среднем весе |                                                         |
| Последние бои: 08.02.2025, Шон Стрикленд (#1), UDEC 17.08.2024, Исраэль Адесанья (#2), SUB4 20.01.2024, Шон Стрикленд (ч), SDEC 08.07.2023, Роберт Уиттакер (#1), TKO2 04.03.2023, Дерек Брансон (#5), TKO2 | Последние бои: SUB1, Роберт Уиттакер (#3), 26.10.2024 MDEC, Камару Усман (#1, средний вес), 21.10.2023 SUB1, Кевин Холланд (промежут. вес), 10.09.2022 UDEC, Гилберт Бёрнс (#2, полуср. вес), 09.04.2022 SUB1, Ли Цзинлян (#11, полуср. вес), 30.10.2021 |                                                         |

### Изменения карда турнира
На турнире запланирован бой в полусреднем весе между Джеффом Нилом и Карлусом Пратесом. Изначально этот поединок должен был состояться на UFC 314 в апреле, однако тогда Нил снялся с боя из-за травмы и бой был перенесён.
На турнире были запланированы финальные поединки текущего 33-го сезона реалити-шоу The Ultimate Fighter среди участников команд Дэниела Кормье и Чейла Соннена в наилегчайшей и полусредней весовых категориях. Тем не менее финал в полусреднем весе между Даниилом Донченко и Родригу Сезинанду был в последний момент отменён из-за травмы у Сезинанду и перенесён на месяц позже в кард турнира UFC Fight Night: Лопес vs. Силва.
При подготовке турнира были запланированы, но впоследствии отменены следующие поединки:
- Бой в женском наилегчайшем весе, в котором должны были встретиться Карини Силва (#11 рейтинга) и Джей Джей Олдрич (#14 рейтинга).[10] Олдрич снялась с боя по неизвестной причине и её заменила Диони Барбоса.[11]
- Бой в лёгком весе, в котором должны были встретится бывшие топы дивизиона Кинг Грин и Карлус Диегу Феррейра.[12] На неделе перед турниром Грин выбыл из-за травмы и бой был отменён.[13]

### Анонсированные бои
| Бой | Весовая категория     | Участники боёв и их статистика перед боем (рекорд ММА / рекорд UFC ) | Участники боёв и их статистика перед боем (рекорд ММА / рекорд UFC ) | Участники боёв и их статистика перед боем (рекорд ММА / рекорд UFC ) | Участники боёв и их статистика перед боем (рекорд ММА / рекорд UFC ) | Участники боёв и их статистика перед боем (рекорд ММА / рекорд UFC ) | Участники боёв и их статистика перед боем (рекорд ММА / рекорд UFC ) | Участники боёв и их статистика перед боем (рекорд ММА / рекорд UFC ) | Участники боёв и их статистика перед боем (рекорд ММА / рекорд UFC ) | Участники боёв и их статистика перед боем (рекорд ММА / рекорд UFC ) | Участники боёв и их статистика перед боем (рекорд ММА / рекорд UFC ) | Участники боёв и их статистика перед боем (рекорд ММА / рекорд UFC ) | Участники боёв и их статистика перед боем (рекорд ММА / рекорд UFC ) |
| |                       | Главный кард (Main Card, PPV)                                        |                                                                      |                                                                      |                                                                      |                                                                      |                                                                      |                                                                      |                                                                      |                                                                      |                                                                      |                                                                      |                                                                      |
| 1 | Средний вес           | Дрикус дю Плесси Dricus «Stillknocks» Du Plessis                     | Ч                                                                    | 23-2                                                                 | 9-0                                                                  | +11                                                                  | vs.                                                                  | Хамзат Чимаев Khamzat «Borz» Chimaev                                 | #3                                                                   | 14-0                                                                 | 8-0                                                                  | +14                                                                  | [ 14 ]                                                               |
| 2 | Полулёгкий вес        | Лерон Мёрфи Lerone «The Miracle» Murphy                              | #6                                                                   | 16-0-1                                                               | 8-0-1                                                                | +16                                                                  | vs.                                                                  | Аарон Пико Aaron Pico                                                | д                                                                    | 13-4                                                                 | -                                                                    | +3                                                                   | [ 15 ]                                                               |
| 3 | Полусредний вес       | Джефф Нил Geoff «Hands of Steel» Neal                                | #11 (6) CS                                                           | 16-6                                                                 | 8-4                                                                  | +1                                                                   | vs.                                                                  | Карлус Пратес Carlos «The Nightmare» Prates                          | #12 CS                                                               | 21-7                                                                 | 4-1                                                                  | -1                                                                   | [ 16 ]                                                               |
| 4 | Средний вес           | Джаред Каннонир Jared «Killa Gorilla» Cannonier                      | #8 (2) exП                                                           | 18-8                                                                 | 11-8                                                                 | +1                                                                   | vs.                                                                  | Майкл Пэйдж Michael «Venom» Page                                     | #15* (13)*                                                           | 23-3                                                                 | 2-1                                                                  | +1                                                                   | [ 17 ]                                                               |
| 5 | Наилегчайший вес      | Тим Эллиотт Tim Elliott                                              | #11 (5) TUF                                                          | 20-13-1                                                              | 9-11                                                                 | +1                                                                   | vs.                                                                  | Кай Асакура Kai Asakura                                              | #15 (14)                                                             | 21-5                                                                 | 0-1                                                                  | -1                                                                   | [ 18 ]                                                               |
| |                       | Предварительный кард (Prelims, ESPN/ESPN+/Disney+)                   |                                                                      |                                                                      |                                                                      |                                                                      |                                                                      |                                                                      |                                                                      |                                                                      |                                                                      |                                                                      |                                                                      |
| 6 | Средний вес           | Байсангур Сасуркаев Baisangur «Hunter» Susurkaev                     | д CS                                                                 | 9-0                                                                  | -                                                                    | +9                                                                   | vs.                                                                  | Эрик Нолан Eric «Night Time» Nolan                                   | д                                                                    | 8-3                                                                  | -                                                                    | +4                                                                   | [ 19 ]                                                               |
| 7 | Средний вес           | Джеральд Миршарт Gerald «GM3» Meerschaert                            |                                                                      | 37-19                                                                | 12-11                                                                | -2                                                                   | vs.                                                                  | Михал Олексейчук Michal «Hussar» Oleksiejczuk                        |                                                                      | 20-9 (1)                                                             | 8-7 (1)                                                              | +1                                                                   | [ 20 ]                                                               |
| 8 | Жен. минимальный вес  | Жессика Андради Jessica «Bate Estaca» Andrade                        | #5 exЧ                                                               | 26-14                                                                | 17-12                                                                | -2                                                                   | vs.                                                                  | Лупита Годинес Loopita «Loopy» Godínez                               | #11 (10)                                                             | 13-5                                                                 | 8-5                                                                  | +1                                                                   | [ 21 ]                                                               |
| 9 | Лёгкий вес            | Чейз Хупер Chase «The Dream» Hooper                                  | CS                                                                   | 16-3-1                                                               | 8-3                                                                  | +5                                                                   | vs.                                                                  | Александр Эрнандес Alexander «The Great Ape» Hernandez               | exT(11)                                                              | 16-8                                                                 | 8-7                                                                  | +2                                                                   | [ 22 ]                                                               |
| |                       | Ранний предварительный кард (Early Prelims, ESPN+/Disney+)           |                                                                      |                                                                      |                                                                      |                                                                      |                                                                      |                                                                      |                                                                      |                                                                      |                                                                      |                                                                      |                                                                      |
| 10 | Лёгкий вес            | Эдсон Барбоза Edson «Junior» Barboza                                 | exT(3)*                                                              | 24-12                                                                | 18-12                                                                | -1                                                                   | vs.                                                                  | Драккар Клозе Drakkar Klose                                          |                                                                      | 15-3-1                                                               | 9-3                                                                  | -1                                                                   | [ 23 ]                                                               |
| | Средний вес           | Брайан Баттл▼ Bryan «The Butcher» Battle                             | TUFW                                                                 | 12-2 (1)                                                             | 7-1 (1)                                                              | +4                                                                   | vs.                                                                  | Нурсултон Рузибоев Nursulton «Black» Ruziboev                        |                                                                      | 36-9-2 (2)                                                           | 4-1                                                                  | +2                                                                   | [ 24 ]                                                               |
| 11 | Жен. наилегчайший вес | Карини Силва Karine «Killer» Silva                                   | #11 (10) CS                                                          | 18-5                                                                 | 4-1                                                                  | -1                                                                   | vs.                                                                  | Диони Барбоса▲ Dione «The Witch» Barbosa                             | CS                                                                   | 8-3                                                                  | 2-1                                                                  | +1                                                                   | [ 25 ]                                                               |
| 12 | Наилегчайший вес      | Алиби Идирис Alibi Idiris                                            | д TUF Final                                                          | 10-0                                                                 | -                                                                    | +10                                                                  | vs.                                                                  | Джозеф Моралес Joseph «Bopo» Morales                                 | exT(15) TUF Final                                                    | 12-2                                                                 | 1-2                                                                  | +3                                                                   | [ 26 ]                                                               |
| |                       | Отменённые бои                                                       |                                                                      |                                                                      |                                                                      |                                                                      |                                                                      |                                                                      |                                                                      |                                                                      |                                                                      |                                                                      |                                                                      |
| | Жен. наилегчайший вес | Карини Силва (Karine Silva)                                          | #11 (10), CS                                                         | 18-5                                                                 | 4-1                                                                  | -1                                                                   | vs.                                                                  | Джей Джей Олдрич (JJ Aldrich)▼                                       | #14, TUF                                                             | 14-7                                                                 | 10-6                                                                 | +1                                                                   | [ 27 ]                                                               |
| | Лёгкий вес            | Кинг Грин (King Green)▼                                              | exT(7), SF                                                           | 32-17-1 (1)                                                          | 13-12-1 (1)                                                          | -2                                                                   | vs.                                                                  | Карлус Диегу Феррейра (Diego Ferreira)                               | exT(8)                                                               | 19-6                                                                 | 10-6                                                                 | -1                                                                   | [ 28 ]                                                               |
| | Полусредний вес       | Рожериу Сезинанду (Rodrigo Sezinando)▼                               | д TUF Final                                                          | 8-1                                                                  | -                                                                    | +4                                                                   | vs.                                                                  | Даниил Донченко (Daniil Donchenko)                                   | д TUF Final                                                          | 11-2                                                                 | -                                                                    | +4                                                                   | [ 29 ]                                                               |
| Условные обозначения: #5 (1) — текущее (лучшее) место бойца в рейтинге, exЧ(В) — бывший чемпион (временный), exП(В) — бывший претендент на титул чемпиона (временного), exТ(3) — боец входил в рейтинг Топ-15 (лучшее место в рейтинге), д — дебютант, CS — боец участвовал в Претендентской серии Дэйны Уайта, R2U — боец участвовал в шоу Road To UFC, TUF — боец участвовал в шоу The Ultimate Fighter, TUFW — боец являлся победителем The Ultimate Fighter, WEC/SF — боец выступал в WEC или Strikeforce до объединения этих организаций с UFC. |                       |                                                                      |                                                                      |                                                                      |                                                                      |                                                                      |                                                                      |                                                                      |                                                                      |                                                                      |                                                                      |                                                                      |                                                                      |

## Церемония взвешивания
Результаты официальной церемонии взвешивания бойцов перед турниром.
| Весовая категория и допустимый лимит в фунтах | Весовая категория и допустимый лимит в фунтах | Участники боёв и их вес в фунтах | Участники боёв и их вес в фунтах | Участники боёв и их вес в фунтах | Участники боёв и их вес в фунтах |
| --------------------------------------------- | --------------------------------------------- | -------------------------------- | -------------------------------- | -------------------------------- | -------------------------------- |
| Средний вес (титульный бой)                   | 185                                           | Дрикус дю Плесси                 | 185                              | Хамзат Чимаев                    | 183                              |
| Полулёгкий вес                                | 145 (+1)                                      | Лерон Мёрфи                      | 146                              | Аарон Пико                       | 145                              |
| Полусредний вес                               | 170 (+1)                                      | Джефф Нил                        | 171                              | Карлус Пратес                    | 170                              |
| Средний вес                                   | 185 (+1)                                      | Джаред Каннонир                  | 186                              | Майкл Пэйдж                      | 186                              |
| Наилегчайший вес                              | 125 (+1)                                      | Тим Эллиотт                      | 126                              | Кай Асакура                      | 126                              |
| Средний вес                                   | 185 (+1)                                      | Байсангур Сасуркаев              | 186                              | Эрик Нолан                       | 183                              |
| Средний вес                                   | 185 (+1)                                      | Джеральд Миршарт                 | 185                              | Михал Олексейчук                 | 186                              |
| Минимальный вес (женщины)                     | 115 (+1)                                      | Жессика Андради                  | 116                              | Лупита Годинес                   | 115                              |
| Лёгкий вес                                    | 155 (+1)                                      | Чейз Хупер                       | 155                              | Александр Эрнандес               | 156                              |
| Лёгкий вес                                    | 155 (+1)                                      | Эдсон Барбоза                    | 155,5                            | Драккар Клозе                    | 156                              |
| Средний вес                                   | 185 (+1)                                      | Брайан Баттл                     | 190 **                           | Нурсултон Рузибоев               | 186                              |
| Наилегчайший вес (женщины)                    | 125 (+1)                                      | Карини Силва                     | 125                              | Диони Барбоса                    | 125                              |
| Наилегчайший вес                              | 125 (+1)                                      | Алиби Идирис                     | 126                              | Джозеф Моралес                   | 126                              |
| Средний вес (титульный бой)                   | 185                                           | Каю Борралью                     | 184                              | резервный боец                   | резервный боец                   |

[**] Брайан Баттл не смог уложиться в лимит средней весовой категории (превышение сосотавило 4 фунта). Он должен был быть оштрафован на 30% от гонорара в пользу соперника, а бой пройти в промежуточном весе 190 фунтов. Однако, впоследствии бой был отменён и будет перенесён на другое событие.

## Результаты турнира
В главном бою вечера Хамзат Чимаев победил Дрикуса дю Плесси единогласным решением судей и завоевал титул чемпиона UFC в среднем весе.
| Статистика поединка: | Статистика поединка: | Статистика поединка:                          | Статистика поединка:                          | Статистика поединка: | Статистика поединка: | Статистика поединка: | Статистика поединка: | Статистика поединка: | Статистика поединка: | Статистика поединка: | Статистика поединка: | Статистика поединка: | Статистика поединка: | Статистика поединка: | Статистика поединка: | Статистика поединка: | Статистика поединка: | Статистика поединка: |
| Участник             | Нокдауны             | Акцентрованные удары (по цели/всего/точность) | Акцентрованные удары (по цели/всего/точность) | По раундам           | По раундам           | По раундам           | По раундам           | По раундам           | По цели              | По цели              | По цели              | По позиции           | По позиции           | По позиции           | Тейкдауны            | Тейкдауны            | Контроль             | Попытка приема       |
| Участник             | Нокдауны             | Акцентрованные удары (по цели/всего/точность) | Акцентрованные удары (по цели/всего/точность) | 1Р                   | 2Р                   | 3Р                   | 4Р                   | 5Р                   | Голова               | Корпус               | Ноги                 | Дистанция            | Клинч                | Партер               | Тейкдауны            | Тейкдауны            | Контроль             | Попытка приема       |
| -------------------- | -------------------- | --------------------------------------------- | --------------------------------------------- | -------------------- | -------------------- | -------------------- | -------------------- | -------------------- | -------------------- | -------------------- | -------------------- | -------------------- | -------------------- | -------------------- | -------------------- | -------------------- | -------------------- | -------------------- |
| Дрикус дю Плесси     | 0                    | 13/29                                         | 44%                                           | 0                    | 0/2                  | 1/2                  | 2/5                  | 10/20                | 10/24                | 2/4                  | 1/1                  | 10/25                | 0                    | 3/4                  | 1/1                  | 100%                 | 0:53                 | 1                    |
| Хамзат Чимаев        | 0                    | 37/47                                         | 78%                                           | 1/2                  | 4/5                  | 19/22                | 4/6                  | 9/12                 | 28/36                | 3/5                  | 6/6                  | 12/19                | 0                    | 25/28                | 12/17                | 70%                  | 21:40                | 0                    |

| Бой    | Весовая категория     | Результат боя               | Результат боя       | Результат боя | Результат боя | Результат боя | Результат боя    | Результат боя | Способ победы                                     | Раунд | Время | Рефери в ринге |
|        |                       | Главный кард                |                     |               |               |               |                  |               |                                                   |       |       |                |
| Бой 12 | Средний вес           |                             | Хамзат Чимаев       | #3            | поб.          |               | Дрикус дю Плесси | Ч             | Единогласное решение (50–44, 50–44, 50–44)        | 5     | 5:00  | Марк Годдард   |
| Бой 11 | Полулёгкий вес        |                             | Лерон Мёрфи         | #6            | поб.          |               | Аарон Пико       | д             | Нокаут (удар локтем с разворота в голову)         | 1     | 3:21  | Херб Дин       |
| Бой 10 | Полусредний вес       |                             | Карлус Пратес       | #12           | поб.          |               | Джефф Нил        | #11           | Нокаут (удар локтем с разворота в голову)         | 1     | 4:59  | Джейсон Херцог |
| Бой 9  | Средний вес           |                             | Майкл Пэйдж         | #15*          | поб.          |               | Джаред Каннонир  | #8            | Единогласное решение (29–28, 29–28, 29–28)        | 3     | 5:00  | Марк Годдард   |
| Бой 8  | Наилегчайший вес      |                             | Тим Эллиотт         | #11           | поб.          |               | Кай Асакура      | #15           | Сдача, удушающий приём (гильотина)                | 2     | 4:39  | Роб Мадригал   |
|        |                       | Предварительный кард        |                     |               |               |               |                  |               |                                                   |       |       |                |
| Бой 7  | Средний вес           |                             | Байсангур Сусуркаев | д             | поб.          |               | Эрик Нолан       | д             | Сдача, удушающий приём (удушение сзади)           | 2     | 2:01  | Джейсон Херцог |
| Бой 6  | Средний вес           |                             | Михал Олексейчук    |               | поб.          |               | Джеральд Миршарт |               | Технический нокаут (серия ударов руками в голову) | 1     | 3:03  | Херб Дин       |
| Бой 5  | Жен. минимальный вес  |                             | Лупита Годинес      | #11           | поб.          |               | Жессика Андради  | #5            | Единогласное решение (29–28, 29–28, 29–28)        | 3     | 5:00  | Ник Киммарусти |
| Бой 4  | Лёгкий вес            |                             | Александр Эрнандес  |               | поб.          |               | Чейз Хупер       |               | Технический нокаут (кросс справа и добивание)     | 1     | 4:58  | Джейсон Херцог |
|        |                       | Ранний предварительный кард |                     |               |               |               |                  |               |                                                   |       |       |                |
| Бой 3  | Лёгкий вес            |                             | Драккар Клозе       |               | поб.          |               | Эдсон Барбоза    |               | Единогласное решение (29–28, 29–28, 29–28)        | 3     | 5:00  | Марк Годдард   |
| Бой 2  | Жен. наилегчайший вес |                             | Карини Силва        | #11           | поб.          |               | Диони Барбоса    |               | Единогласное решение (29–28, 29–28, 29–28)        | 3     | 5:00  | Роб Мадригал   |
| Бой 1  | Наилегчайший вес      |                             | Джозеф Моралес      |               | поб.          |               | Алиби Идирис     | д             | Сдача, удушающий приём (треугольник)              | 2     | 3:04  | Ник Киммарусти |

Официальные судейские карточки турнира.

## Награды
Следующие бойцы были удостоены денежного бонуса в размере $50,000:
- Лучший бой вечера: не присуждался
- Выступление вечера: Хамзат Чимаев, Лерон Мёрфи, Карлус Пратес и Тим Эллиотт